# (5358) 1992 QH
(5358) 1992 QH (1992 QH, 1951 EQ, 1951 GN1, 1968 QD1, 1970 DB, 1975 EP2, 1980 FZ5, 1980 GL1, 1985 FZ, 1987 QA3) — астероїд головного поясу, відкритий 26 серпня 1992 року.
Тіссеранів параметр щодо Юпітера — 3,250.